# Harding (cráter)
Harding es un pequeño cráter lunar que se encuentra en el Sinus Roris, una bahía en la parte noroeste de la Oceanus Procellarum. Debido a su ubicación cercana al extremo noroeste de la cara visible de la luna Luna, este cráter se ve en un ángulo relativamente bajo desde la Tierra, lo cual produce el acortamiento del mismo y limita la cantidad de detalles que se pueden ver. Su epónimo hace referencia a Karl Ludwig Harding.
|  |

Es una formación aislada, por lo que es relativamente fácil de encontrarlo. Los cráteres notables más cercanos son Gerard, más al oeste, y von Braun al oeste-suroeste. Hacia el noreste de Harding está el cráter más pequeño Dechen.
Harding tiene un borde afilado, y no del todo circular, con ligeras protuberancias externas al norte y al oeste, y una forma un tanto angular en el sureste. Las paredes interiores se han desplomado, produciendo un anillo de material alrededor del fondo interior. Hay una ligera cresta cerca del punto medio.

## Cráteres satélites
Por convención estas características se identifican en los mapas lunares localizando la letra en el punto medio del borde del cráter en las cercanías del cráter Harding.
|         | \| Harding \| Coordenadas \| Diámetro \| \| ------- \| ----------------------------- \| -------- \| \| A \| 40°24′N 75°30′O / 40.4, -75.5 \| 14 km \| \| B \| 41°54′N 76°18′O / 41.9, -76.3 \| 17 km \| \| C \| 42°24′N 74°42′O / 42.4, -74.7 \| 8 km \| \| D \| 42°54′N 67°42′O / 42.9, -67.7 \| 7 km \| \| H \| 40°48′N 64°24′O / 40.8, -64.4 \| 6 km \| |          |
| Harding | Coordenadas | Diámetro |
| A       | 40°24′N 75°30′O / 40.4, -75.5 | 14 km    |
| B       | 41°54′N 76°18′O / 41.9, -76.3 | 17 km    |
| C       | 42°24′N 74°42′O / 42.4, -74.7 | 8 km     |
| D       | 42°54′N 67°42′O / 42.9, -67.7 | 7 km     |
| H       | 40°48′N 64°24′O / 40.8, -64.4 | 6 km     |